# Sisters by Mistake
Sisters by Mistake é uma banda estoniana de rock alternativo formada em 2000 na cidade de Tartu.

## Integrantes

### Membros atuais
- Kristi Kongi – vocal
- Kreete Mägi "Kessu" - violino elétrico e vocal de apoio
- Indrek Haav – guitarra
- Maali Käbin – guitarra e vocal de apoio
- Astrid Valdmann – baixo
- Tauno Viira – bateria e percussão

### Ex-membros
- Kariina Tšursin – vocal
- Oljana Belokon – vocal
- Diana - violão
- Eve Koort – guitarra
- Liina Allikas – baixo
- Liina Amon – bateria e percussão
- Aladar Rebane – bateria e percussão